# 三硫
三硫是化学式为S
3的化合物，又称硫三聚体或三原子硫，是一种硫的同素异形体。它是樱桃红色的气体，在713 K（440 °C；824 °F）和1,333 Pa（10.00 mmHg；0.1933 psi）下占硫蒸气的10%。在常温常压下，三硫会聚合成环八硫。